# Luís Filipe Côrtes-Rodrigues
Luís Filipe Botelho de Gusmão Cortes-Rodrigues (Carnaxide, 16 de Agosto de 1914 — Gueifães, 28 de Julho de 1991) foi um poeta e contista açoriano. Assinou a maior parte da sua obra poética com o pseudónimo de Luís Ribeira Seca.

## Biografia
Foi filho do poeta açoriano Armando Côrtes-Rodrigues, tendo nascido no período em que seu pai era estudante em Lisboa.
Concluiu os seus estudos liceais em Ponta Delgada e matriculou-se na Faculdade de Direito da Universidade de Coimbra, que abandonou sem concluir.
Ingressou então no curso de Regente Agrícola na Escola de Regentes Agrícolas de Évora, que concluiu. Fixou-se na zona do Porto, onde exerceu a sua actividade profissional.
Interessado pela literatura e pelo jornalismo, fez parte do grupo literário Germinal, então liderado por José Egito de Oliveira Gonçalves, Luís Veiga Leitão e Alexandre Pinheiro Torres. Também colaborou com seu pai, o poeta Armando Côrtes-Rodrigues, na colecção Arquipélago.
Colaborou em diversos jornais lusófonos, entre os quais o Diário de Notícias, o Diário Ilustrado, O Comércio do Porto, o Ocidente, o Lusíada, o Estudos, e a Revista de Aquém e de Além-Mar.
A sua estreia literária ocorreu com a publicação de A Sombra de Afrodite (1950), revelando uma poesia marcada por um vago romantismo. Com as obras que se seguiram, a sua poesia afirmou-se como emotiva e evocativa, nela sobressaindo um tom nostálgico e melancólico. Deixou cedo de publicar, falecendo quase no esquecimento.

## Obras publicadas
- A Sombra de Afrodite, Porto, Germinal, 1950
- Recanto Tranquilo, Porto, Tipografia Progrédior, 1951
- Um Amor e o Outro', Coimbra, Arquipélago 1952
- Ruth, Coimbra, [s.n.], 1953